# هلموت لنگ (برند)

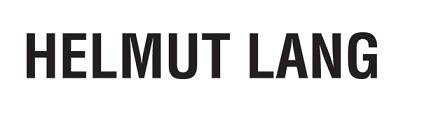
لوگوی شرکت هلموت لنگ

هلموت لنگ (انگلیسی: Helmut Lang) یک برند مد است که توسط طراح مد اتریشی به همین نام در سال ۱۹۸۶ تأسیس شده‌است. با اینکه این برند هنوز فعال است، اما از سال ۲۰۰۵ به بعد بدون دخالت و طرح‌های شخص هلموت لنگ به کار خود ادامه می‌دهد.

## تاریخچه
این شرکت توسط هلموت لنگ، طراح مد اتریشی، در سن ۲۳ سالگی با راه‌اندازی یک بوتیک در وین اتریش در سال ۱۹۷۹ آغاز به کار کرد. در سال ۱۹۹۹ این شرکت با گروه پرادا وارد همکاری شد. این همکاری در سال ۲۰۰۴ به تصاحب شرکت هلموت لنگ توسط این گروه انجامید و در سال ۲۰۰۵ آقای لنگ این شرکت را ترک کرد. بعد از این اتفاق پرادا در سال ۲۰۰۶ شرکت را به یک کمپانی ژاپنی به نام لینک تئوری فروخت. به این ترتیب لینک تئوری هلموت لنگ را در سال ۲۰۰۷ مجدداً گشود.

## عطرها
تا کنون شرکت هلموت لنگ سه عطر را با همکاری شرکت پروکتر و گمبل و با لیبل خودش راهی بازار کرده‌است. تمامی این عطرها با بسته شدن شرکت در سال ۲۰۰۵ دیگر تولید نشده‌اند:
- هلموت لنگ (برای زنان) - ۲۰۰۰
- هلموت لنگ پور هومه - ۲۰۰۱
- هلموت لنگ کوریون (برای مردان) - ۲۰۰۲